# Mister Olympia 1989
El Mister Olympia 1989 fue la vigésima quinta competición de culturismo organizada por la Federación Internacional de Fisicoculturismo. El concurso se realizó en la ciudad de Rímini, Italia.
El ganador del certamen fue el culturista estadounidense Lee Haney, coronándose por sexta vez.

## Clasificación final
| Posiciones | Culturista        |
| ---------- | ----------------- |
| 1          | Lee Haney         |
| 2          | Lee Labrada       |
| 3          | Vince Taylor      |
| 4          | Rich Gaspari      |
| 5          | Mohammed Benaziza |